# Parenty
Parenty ist eine französische Gemeinde mit 551 Einwohnern (Stand 1. Januar 2022) im Département Pas-de-Calais in der Region Hauts-de-France (vor 2016 Nord-Pas-de-Calais). Sie gehört zum Arrondissement Montreuil und zum Kanton Lumbres (bis 2015 Kanton Hucqueliers).
Nachbargemeinden von Parenty sind Lacres sind Nordwesten, Doudeauville im Norden, Bezinghem im Osten, Hubersent im Südwesten sowie Beussent im Süden.

## Bevölkerungsentwicklung
| Jahr      | 1962 | 1968 | 1975 | 1982 | 1990 | 1999 | 2007 | 2014 |
| Einwohner | 434  | 406  | 378  | 369  | 349  | 396  | 417  | 541  |

## Sehenswürdigkeiten
- Schloss, erbaut 1785
- Herrenhaus von Parenty
- Herrenhaus von Hodicq
- Herrenhaus von Annezy
- Kapelle von Saint-Éloi
- Kapelle von Notre-Dame-de-Foy
- Kirche Saint-Wulmer aus 16. Jahrhundert